# روبرت جونز (لاعب كرة قدم أمريكية)
روبرت جونز (بالإنجليزية: Robert Jones)‏ هو لاعب كرة قدم أمريكية أمريكي، ولد في 27 سبتمبر 1969 في بلاكستون في الولايات المتحدة.

## وصلات خارجية
- روبرت جونز على موقع مرجع كرة القدم المحترفة.كوم (الإنجليزية)